# Bernedo
Bernedo är en kommun i Spanien. Den ligger Álavaprovinsen i södra delen av den autonoma regionen Baskien i norra delen av landet, 270 km norr om huvudstaden Madrid. Antalet invånare är 546 (2024).